# Thomas Hardy
Thomas Hardy (Upper Bockhampton, 2 giugno 1840 – Dorchester, 11 gennaio 1928) è stato un poeta e scrittore britannico.
Divenne famoso per i suoi romanzi improntati alla nuova corrente letteraria del realismo, ma con notevoli influenze romantiche. Quasi tutti i suoi romanzi si svolgono nel Wessex, una contea inesistente, regno anglosassone medievale e narrano di storie d'amore tormentate con risvolti tragici. L'opera che lo fece conoscere è Via dalla pazza folla.

## Biografia
Thomas Hardy nacque ad Higher Bockhampton, nei pressi di Dorchester, nella contea inglese del Dorset, che diventerà il "Wessex" dei suoi romanzi, un territorio che si estendeva nel sud-ovest dell'Inghilterra ricordando così l'antico Regno anglosassone medievale. Proveniva da una famiglia modesta, compì studi di architettura ed andò dapprima ad abitare a Londra per esercitare la professione, che abbandonò presto per dedicarsi alla letteratura.
Nel 1874 sposò Emma Lavinia Gifford e si stabilì in una casa di campagna, Max Gate, presso Dorchester, dove trascorse l'intera vita senza alcun evento degno di rilievo.
Divenne in breve tempo un importante intellettuale, nonché romanziere di successo. Jude l'oscuro è il suo ultimo romanzo: esso è anche la sua opera più pessimistica e piacque talmente poco al pubblico vittoriano da indurre lo scrittore a pensare di aver raggiunto la fine della prosa; i suoi ultimi lavori sono infatti poesie. Nel 1914, due anni dopo la scomparsa di Emma, si sposò una seconda volta con Florence Emily Dugdale, che sarà la sua biografa. Morì al suo tavolo di lavoro nel 1928 e fu sepolto nel Poets' Corner dell'abbazia di Westminster, a fianco di Charles Dickens. Il suo cuore venne espiantato e sepolto a Stinford, nella stessa tomba di sua moglie Emma, come aveva richiesto Hardy stesso.

## La filosofia di Hardy
L'opera di Hardy sembra tracciare un collegamento tra il periodo vittoriano ed il modernismo novecentesco, di cui vengono anticipati i temi, così pessimisti. Hardy non crede in un Dio creatore e buono, che si preoccupa di portare giustizia, ma in un destino immanente di ispirazione schopenhaueriana: l'Immanent Will, che fa perdere ogni potere all'uomo, così piccolo nell'universo.
L'obiettivo di Hardy era illustrare "il contrasto tra la vita ideale desiderata da un uomo e quella reale e squallida che egli era destinato ad avere"; un destino ostile, maligno, che finisce con l'annientamento della felicità e della speranza.

## La Natura
La Natura si configura come personaggio importante nell'intera opera di Hardy: una Natura indifferente all'uomo, che la combatte inutilmente: è presente in lui la schopenhaueriana "volontà di vivere", l'istinto alla sopravvivenza che rende possibile il proseguimento della specie nonostante le sofferenze. Tutti i romanzi di Hardy sono ambientati nel Wessex, nome fittizio per indicare quell'area a sud-ovest dell'Inghilterra chiamata Dorset in cui egli stesso era cresciuto, un'area agricola costellata di memorie del passato: tumuli, tracce e rovine di accampamenti e fortezze romane. Lo studio dell'architettura e l'essere cresciuto in quei luoghi fanno di Hardy un ottimo descrittore: dai paesaggi alle tradizioni campestri, ogni dettaglio è accurato e realistico. I personaggi sono generalmente semplici uomini e donne di campagna, umili e rustici.

## La lingua
La lingua è dettagliata, sostenuta, e ricorre ad espressioni dialettali. Hardy è influenzato dall'arte degli Impressionisti: "un romanzo è un'impressione, non un ragionamento", perciò basa ogni sua opera su certi toni di colore: "Jude l'Oscuro" ad esempio, sul marrone e sul grigio, e le figure sono soprattutto geometriche.
La traduzione italiana del 1953, riedita nel 1984, del Il Sindaco di Casterbridge, è di Luigi Berti. Quest'ultima edizione contiene una nota introduttiva di Enzo Siciliano e una cronologia con nota bibliografica di Attilio Brilli. Siciliano scrive che «Hardy, narratore vittoriano, così vorrebbero i cataloghi letterari, è poi in pieno diritto, a suo modo, novecentesco. Come Conrad, è di quegli scrittori che del secolo che si apriva davanti alla loro maturità presagirono tormenti, angosce, vitalità, la crisi radicale».

## Tecnica narrativa
Hardy usa una tecnica di narrazione innovativa, che può essere definita “cinematografica”: anticipa cioè la cinematografia. Il narratore è onnisciente: questo fa sì che i lettori di Hardy, e gli spettatori, accettino la macchina da presa come veritiera e trasparente, non considerandola un mezzo che li distanzia dalla storia e dai personaggi.
Hardy rinuncia al mezzo verbale (monologhi, dialoghi...) per presentare il materiale in termini visivi. Usa panoramiche, dissolvenze, zoom e primi piani.
L'interesse di Hardy per il teatro ha sofferto del vizio, sottolineato da B.Ifor Evans in Breve storia del teatro inglese, della critica del tempo che tendeva ad indirizzare l'interesse più verso l'aspetto letterario di un testo drammatico che verso la sua rappresentazione. «Thomas Hardy, i cui ripetuti tentativi di adattare i propri romanzi per la scena non ebbero fortuna, giunse a chiedersi nella sua prefazione a The Dynasts se la rappresentazione mentale non era l'unica sorte riservata a tutto il teatro ad eccezione di quello di ambiente contemporaneo e leggero»

## Opere principali

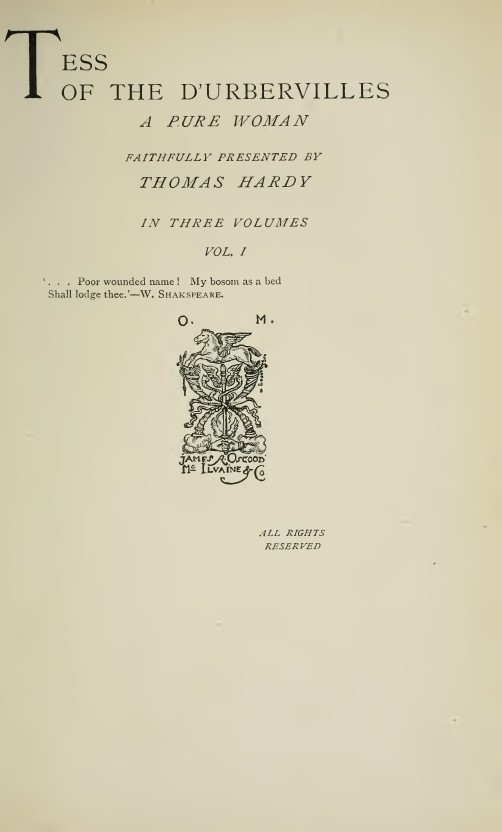
Tess dei d'Urberville

### Via dalla pazza folla
Il titolo si riferisce al concetto hardiano di campagna: un mondo quasi idilliaco, in cui l'uomo e la natura coesistono in perfetta sintonia e in cui ogni tentativo di rottura di questa armonia finisce in un clamoroso fallimento. Il titolo è una voluta citazione da "Elegia scritta in un cimitero campestre" del poeta della scuola cimiteriale Thomas Gray.

#### Trasposizione cinematografica
Dal romanzo furono tratte svariate versioni cinematografiche, di cui la più famosa è Via dalla pazza folla del 1967, film diretto da John Schlesinger e interpretato da Julie Christie, Terence Stamp, Peter Finch e Alan Bates.
Ma già nel 1909, l'Edison Manufacturing Company ne aveva girato il primo adattamento cinematografico. Nel Regno Unito, il regista statunitense Laurence Trimble girò, nel 1915, Far from the Madding Crowd con Florence Turner, Henry Edwards e Malcolm Cherry.
Una nuova versione cinematografica è stata realizzata dal regista danese Thomas Vinterberg nel 2015.

### Tess dei d'Urberville
In questo romanzo sono descritti una serie di catastrofici eventi che avvengono alla protagonista, un'umile fanciulla di campagna colpevole di avere dei genitori che hanno voluto sfidare il Fato tentando di cambiare classe sociale e spezzando, così, l'equilibrio uomo-natura. Nel romanzo c'è spazio anche per la denuncia sociale: Hardy infatti intende dimostrare l'innocenza di Tess, sedotta tendenziosamente da un provincialotto, mentre la comune mentalità vittoriana vorrebbe che ella si comportasse come una “fallen woman”, una "donna caduta". Il caso e la società cospirano contro la ragazza, che si trova a dover lottare per vivere.

#### Trasposizione cinematografica
Da questo romanzo il regista Roman Polanski ha tratto il film Tess, nel quale la protagonista è interpretata da Nastassja Kinski. Il romanzo fu posto all'attenzione del regista dalla moglie Sharon Tate, evento che viene ricordato in un altro film, C'era una volta a Hollywood, diretto da Quentin Tarantino.

### Jude l'oscuro
Ultimo romanzo di Hardy (1895), fu mal accettato dalla critica vittoriana per la denuncia sociale in esso presente: Jude l'Oscuro racconta la storia di un disgraziato ai limiti della società che non riesce ad appartenere ad alcun ceto e, per questo motivo, non si sente "abitante né tra gli uomini né tra i fantasmi", essendo fantasma agli occhi degli uomini: è “oscuro” perché non viene né visto né sentito da essi.
Le convenzioni vittoriane vengono derise e criticate aspramente, anche se, in linea con la sua filosofia, Hardy non trova comunque soluzione per Jude, vittima impotente.

#### Trasposizione cinematografica
Da questo romanzo il regista inglese Michael Winterbottom ha tratto il film Jude, con Christopher Eccleston nel ruolo di Jude e Kate Winslet nel ruolo di Sue Bridehead.

## Poesie
Il primo volume di versi fu pubblicato nel 1898 e si intitola Wessex Poems; in essi è ben visibile l'impressione dell'opera darwiniana L'origine delle specie, sottolineando ancora una volta la vittoria nella lotta per la vita e la pena di vivere, al di là di ogni possibile visione provvidenziale. Postumo è il volume Winter Words (1928) e, tra il 1903 e il 1908, Hardy scrisse un poema drammatico ispirato all'epopea napoleonica: The Dynasts, ricco di allusioni alle tragedie greche.

## Opere

### Romanzi
- The Poor Man and the Lady, 1867 [non pubblicato e distrutto dall'Autore]
- Estremi rimedi (Desperate Remedies), 1871
- Sotto gli alberi[5] (Under the Greenwood Tree: A Rural Painting of the Dutch School), 1872
- Due occhi azzurri (A Pair of Blue Eyes), 1873
- Via dalla pazza folla (Far from the Madding Crowd), 1874
- 'La mano di Ethelberta: una commedia in capitoli, (Robin editore, 2023),'The Hand of Ethelberta: A Comedy in Chapters, 1876
- Il ritorno al paese o Il ritorno alla brughiera[6] (The Return of the Native), 1878
- Il primo trombettiere (The Trumpet-Major), 1880 (Robin Editore, 2020)
- A Laodicean; or, The Castle of the De Stancys. A Story of To-Day, 1880-1881
- Due sulla torre (Two on a Tower) 1882
- Il sindaco di Casterbridge (The Mayor of Casterbridge: The Life and Death of a Man of Character), 1886
- Nel bosco (The Woodlanders, 1887), trad. di Stefano Tummolini, a cura di Viola Papetti, Roma, Fazi, 1995; Collana Oscar Classici, Milano, Mondadori, 2023.
- Tess dei d'Urberville (Tess of the D'Urbevilles: A Pure Woman Faithfully Presented), 1891-1892
- Jude l'oscuro (Jude the Obscure), 1895
- L'amata (The Well-Beloved: A Sketch of a Temperament), 1897 [prima serializzato dal 1892]

### Raccolte poetiche
- Poesie del Wessex (Wessex Poems and Other Verses), 1898
- Poems of the Past and the Present, 1901
- Gli zimbelli del tempo (Time's Laughingstocks and Other Verses), 1909
- Poems 1912–13, 1914
- Satire di circostanza (Satires of Circumstance), 1914
- Moments of Vision and Miscellaneous Verses, 1917
- Late Lyrics and Earlier with Many Other Verses, 1922
- Human Shows, Far Phantasies, Songs and Trifles, 1925
- Winter Words in Various Moods and Metres, 1928, postuma

### Drammi
- I Dinasti (The Dynasts: An Epic-Drama of the War with Napoleon), Introduzione e trad. di Simone Saglia, e-book 2008, self publishing 2010 [dramma epico in forma teatrale]
  - The Dynasts, Part 1 (1904)
  - The Dynasts, Part 2 (1906)
  - The Dynasts, Part 3 (1908)
- The Famous Tragedy of the Queen of Cornwall at Tintagel in Lyonnesse (1923) (Atto unico)

### Racconti
- Wessex Tales (Storie del Wessex, raccolta, 1888)
- The Three Strangers (I tre sconosciuti, 1883)
- The Romantic Adventures of a Milkmaid (Una romantica avventura, 1883)
- Master John Horseleigh, Knight (Padron Giovanni Horseleigh, Cavaliere, 1893)
- The Fiddler of the Reel (Il suonatore di danze scozzesi, 1893)
- An Imaginative Woman (Una donna d'immaginazione, 1894)
- Life's Little ironies (Piccole ironie della vita, 1894)
- Barbara of the House of Grebe (Barbara dei Grebe, 1890)

## Nella cultura di massa
Alla fine degli anni 1960, per commemorare il quarantennale della morte dello scrittore, la città di Dorchester aveva organizzato un festival. Poiché Thomas Hardy aveva decantato le qualità della birra della città in una sua opera, una birreria locale decise di dedicare a questi una speciale birra di stile barley wine, la Thomas Hardy's Ale. Da allora la produzione millesimata è proseguita rendendo la birra famosa come la più alcolica prodotta in Gran Bretagna.